# Робер, Франсуа

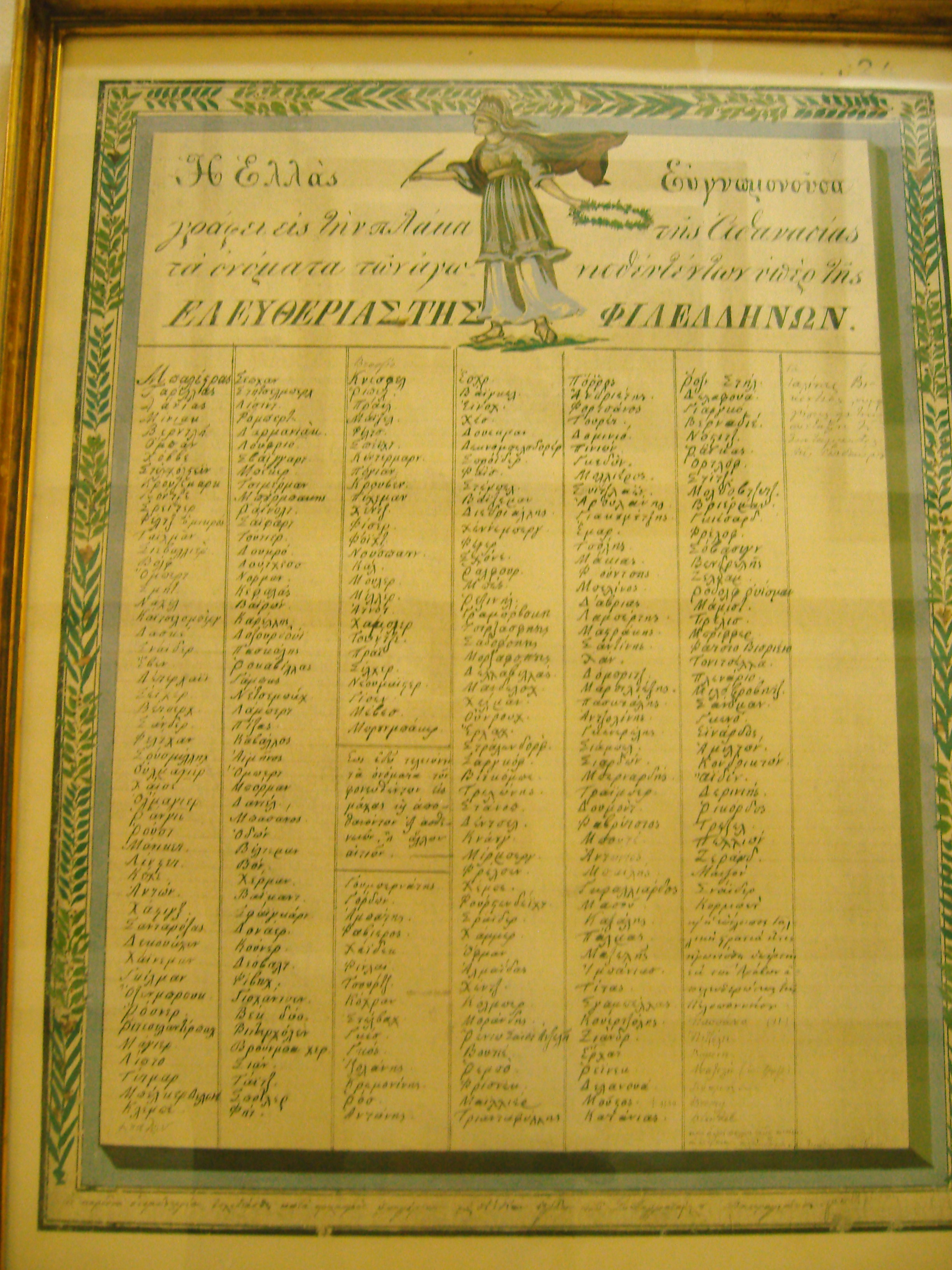
Благодарная Греция — Список филэллинов — участников Освободительной войны Греции; Национальный исторический музей Греции. Первые две колонки слева — имена погибших. Имя Робера во второй колонке, четвёртое сверху

Франсуа Робер (фр. François Robert, ?, Нанси Франция — декабрь 1826 Афины Греция) — французский офицер и филэллин, принявший участие в Освободительной войне Греции (1821—1829).
Его героическая смерть на Афинском Акрополе отмечена во многих работах историков и мемуаристов Освободительной войны Греции.

## Биография
Франсуа Робер родился в городе Нанси во французском регионе Лотарингия
Не располагаем информацией о годе его рождения, как и о его семье, детстве и юношестве.
Был призван в французскую армию и служил в Легионе Мёза (Meuse).
Учитывая то, что исторические источники именуют его в период 1825—1826 годов молодым, а сорокапятилетний полковник Шарль Фавье относился к своему (почти) земляку как к собственному сыну, Робер (по возрасту) не мог принимать участие в Наполеоновских войнах.
С началом Освободительной войны восставшие греки не располагали регулярной армией. Первый регулярный полк (в действительности батальон), состоявший из греков диаспоры и филэллинов, был разбит в Битве при Пета в июле 1822 года:В-212.
После разгрома полка при Пета, недоверие к идее регулярной армии было всеобщим.
Капитан П. Родиос, находившийся при штабе военачальника Караискакиса, сумел в 1825 году получить от правительства Кундуриотиса приказ, давший ему возможность приступить к повторной организации регулярной армии. Хотя желающих вступить в эту часть было много и располагаемых офицеров было предостаточно, её число было ограничено в 500 человек.
Часть получила имя «Первый греческий регулярный линейный полк»:34.
В дальнейшем, Родиос подал в отставку, отказываясь служить под командованием француза полковника Фавье, назначенного правительством командиром полка.
В 1825 году Фавье был послан греческим правительством в страны Западной Европы для пропаганды филэллинизма.
Не располагаем информацией был ли Робер в числе волонтёров набраных полковником Фавье в Марселе для участия в Освободительной войне Греции или прибыл в Грецию раннее, однако после своего прибытия, в звании капитана, он был назначен инструктором в регулярный полк, вёл учения и манёвры на французском языке, совместно с Maillet который преподавал теорию.
Первоначально Робер стал адъютантом командира 1-го батальона, а затем принял командование батальоном, после смерти его командира грека Стефаноса погибшего на острове Тинос в начале 1826 года.

## Афинский Акрополь как крепость
С началом Греческой революции в марте 1821 года жители маленьких тогда Афин и окрестных сёл осадили Афинский Акрополь. Осаждённые там турки стали рушить колонны храмов, изымая из них свинцовые стержни. Ответом повстанцев стало, — «не трожьте колонны, мы дадим вам свинец и пули».
В начале июня 1822 года осаждённые в Акрополе турки сдались:Δ-340.
В конце месяца шедшая на Пелопоннес армия Драмали-паши вынудила повстанцев, в свою очередь, запереться на Акрополе. Драмали паша был разбит на Пелопоннесе в августе в битве при Дервенакии.
Успехи повстанцев вынудили султана Махмуда II обраться за помощью к вассальному Египту и совместными усилиями подавить восстание греков.
В январе 1825 года Кютахья Решид Мехмед-паша выступил на запад Средней Греции во главе 35-тысячной султанской армии и в апреле приступил к осаде города Месолонгион.
Однако Кютахья не смог сломить сопротивление защитников Месолонгиона и был вынужден призвать на помощь армию вассального Египта высадившуюся на Пелопоннесе осенью 1825 года.
В ноябре к Месолонгиону подошёл турко-египетский флот (114 кораблей), а египетская армия Ибрагима -паши подошла к городу 26 декабря.
Защитники блокированного с суши и моря Месолонгиона не сдавались и продержались до апреля, но сломленные голодом совершили героический прорыв (Эксодос).
После падения Месолонгиона армия Ибрагима вернулась на Пелопоннес а Кютахья приступил к покорению Средней Греции, где в конечном итоге последним оплотом повстанцев остался Афинский Акрополь.
В июне 1826 года военачальники Н. Криезьо́тис и В. Мавровунио́тис, дали два успешных боя против шедших к Афинам 10 000 солдат Кютахьи. Но этого было недостаточно, чтобы остановить Кютахью, который осадил Афины и блокировал военачальников Я. Гураса и Макриянниса в Акрополе:Г-283, невзирая на тактическую победу Криезьотиса и Васоса над Кютахьей в двухдневном бою 10-11 июля у Хасиа, на севере Аттики:Δ-388.
С 16 июля 1826 года турки установили тесную блокаду Акрополя.

## Майор Робер в Сражение при Хайдари
Г. Караискакис назначенный командующим в Средней Греции, высадился во главе 130 повстанцев на острове Саламин, а затем в Элевсине в конце июля. Вскоре к нему подошли до 3 тысяч повстанцев, включая 70 Филэллинов.
Ночью 5 августа армия Караискакиса и Фавье выдвинулась к Хайдари, где была атакована турецкой кавалерией. Атака была отбита, турки отступили беспорядочно.
Турки трижды повторили атаку, уже с участием пехоты. В третий раз положение спасла рота 70 французских, немецких и итальянских филэллинов под командованием неаполитанца Винченцо Пизы, которая обратила вспять кавалеристов Кютахьи. Воодушевлённые подвигом «иностранцев», Криезьотис и Васос атаковали турецкую кавалерию с левого фланга и вынудили её отступить. План турецкого командующего по окружению греческих сил был сорван:Г-286.
Сражение повторилось на следующий день, после того как к турками подошли ещё 3 тысячи солдат.
Офицер регулярного полка и будущий историк Х. Византиос, бывший участником этого сражения, в дальнейшем писал: «майор Робер, командир 1-го батальона, вёл батальон колонной на позицию авангарда, после чего образовал каре и ожидал противника».
Далее: «майор, не теряя время, дал команду открыть огонь залпом и (вновь) приготовиться, но не успев дать вторую команду, был ранен в живот, что не было замечено никем из капитанов чтобы принять командование каре».
Майор Робер был вынужден выйти из боя, но 1-й батальон, хотя и потерял в этом бою 38 своих солдат, вынудил Кютахью отступить.
О мужестве и ранении Робера писала в августе газета «Друг закона» (ο Φίλος του Νόμου), издаваемая итальянцем Иосифом Чяппе, именуя Робера «мужественным филэллином майором Робером».
Фавье отбил атаку турок, но после того как Робер был ранен и вышел из боя, в сумятице регулярный полк оставил туркам свободное пространство, куда ринулась турецкая кавалерия.
Повстанцы были вынуждены отступить к Элевсине.

## Марш-бросок Криезьотиса

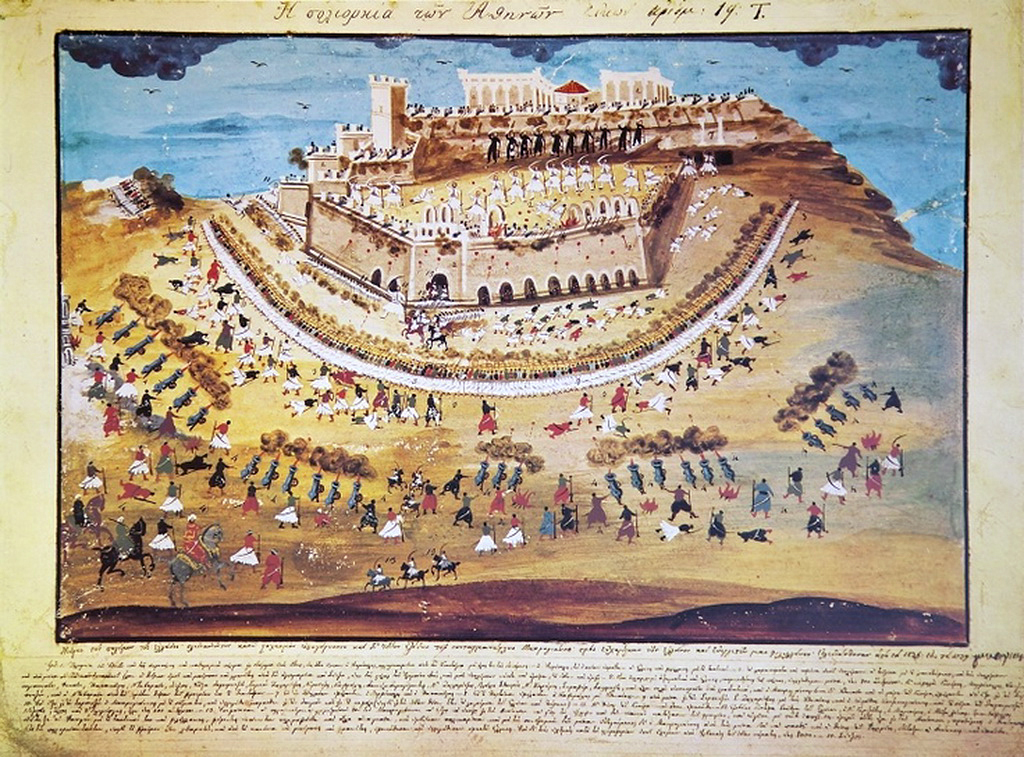
Народный художник Панайотис Зографос. Картина-карта осады Акрополя, написанная по указаниям Макриянниса.

В начале октября на осаждённом Акрополе погиб Гурас, который командовал его гарнизоном. По заданию Караискакиса, 11 октября Криезьотис возглавил бросок 400 бойцов к Акрополю. Отряд, у каждого члена которого в мешке было до килограмма пороха и другие припасы, были посажены на корабль капитана Александриса. Сам Караискакис совершил отвлекающую атаку на Мениди, на севере Аттики. Криезьотис высадился на Пирейском полуострове, прошёл через Кастеллу и сегодняшний Новый Фалер, через древнюю оливковую рощу к памятнику Филопаппу напротив Акрополя. Отсюда повстанцы совершили бросок и, прорвав турецкие позиции, взобрались на Акрополь. При этом, только два бойца были ранены. Криезьотис возглавил оборону Акрополя:Г-292. Турки продолжали осаду. Принесённые отрядом Криезиотиса припасы вскоре закончились.

## Марш бросок Фавье

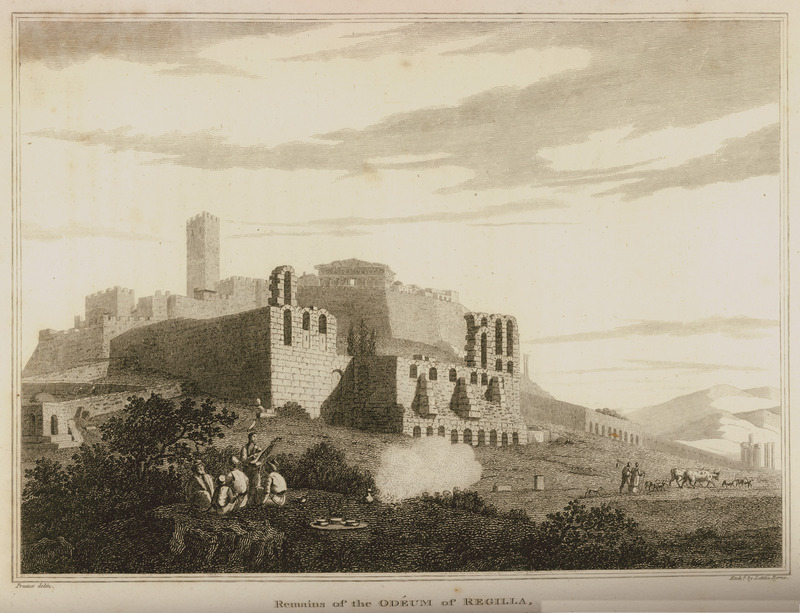
Художник Кларк, Эдвард Даниэль. Одеон Герода Аттического в 1813 году. Место где майор Робер был ранен

По просьбе Караискакиса, через несколько месяцев подвиг Криезьотиса повторил Фавье пробившийся на Акрополь 30 ноября во главе 490 повстанцев и 40 иностранцев-филэллинов:Г-318.
В прорыве был убит один солдат регулярного полка, получили лёгкие ранения Фавье и офицер Э. Писсас.
Однако майор Робер получил тяжёлое ранение. Артиллерийскими осколками у него были обрублены ноги, он упал в ров между крепостью и турецкими траншеями. Участники прорыва обнаружили его отсутствие когда уже все вошли в крепость.
Вернувшись на место прорыва и идя в темноте на его крики, его товарищи Mollière, Pignaud, Bernard и Cartier и два бойца греческого военачальника Гризиотиса, обнаружили Робера, который при всём его трагическом состоянии сражался (своей саблей пишет Византиос, который упоминает только бойцов Гризиотиса) с окружившими его турками. Вырвав его из рук турок, они доставили его на Акрополь. Здесь на его теле было обнаружено 24 кровотачившие раны от осколков артиллерии, ударов сабель и ятаганов (Византиос, будучи участником событий, пишет о 26 сабельных ранах и 2 ранах от осколков).
Историк Сумерлис паишет, что из рук десяти турок его вырвал и донёс на спине на Акрополь мужественный боец Иоаннис Кунтуриотис, причём согласно Сумерлису турки успели отрезать Роберу уши и обезобразили ему лицо.

## Смерть Робера

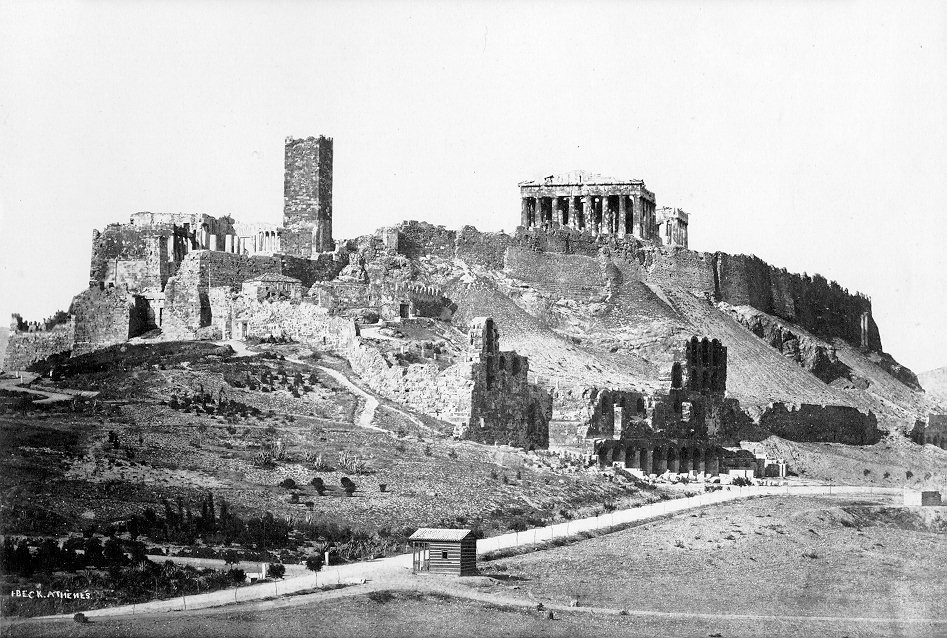
Афинский Акрополь через полвека после осады.

Заботу о Робере принял примкнувший к повстанцам турок полевой врач Хасан Али Куртали.
Робер мужественно боролся с приближающейся смертью и сумел прожить четыре дня. Он умер с ужасными болями, вызвав слёзы Фавье, который любил его как сына, а также солдат гарнизона Акрополя, которые восхищались им.
Эту же информацию о Робере воспроизводит Бабис Аннинос в своей работе «Филэллины 21 года», а также Michelle Averoff в своей работе о филэллинах (изд 1967).
Византиос пишет что хирург гарнизона мусульманин Курдали залечил все его раны, но не сумел правильно ампутировать ему ноги, за отсутствием специального инструмента и средств. Он же пишет что Робер умер после восьми дней в страшных болях, приведя в отчаяние наблюдавших за его последними часами и в не в силах помочь ему повстанцев, в особенности Фавье, питавшего к нему отцовские чувства.
Подобную информацию даёт и Спиридон Трикупис.
В работах историков существует разнобой с датой смерти Робера.
Константин Папарригопулос в своей «Истории греческой нации», пишет что Робер умер 6 декабря 1827 года. С этой датой соглашается и Иоаннис Влахояннис.
Шотландский филэллин Гордон Томас в своих мемуарах пишет что он умер в середине декабря.
Напротив, баварский филэллин Карл Гайдек в своих мемуарах пишет, что Робер умер в феврале 1827 года, что не соответствует публикации Филэллинского комитета Парижа, где приведены письма врачей Bailly и Gosse Комитету, согласно которым в январе 1827 года Робер был уже мёртв.
Смерть иностранца Робера была воспета в песне-плаче Румелии (Средняя Греция).

## Память
В 1926 году, к столетию боёв у Афинского Акрополя, перед Одеоном Герода Аттического, там где был ранен Робер, была установлена мраморная мемориальная стелла.
На одной стороне стеллы выбито ФАВЬЕ, БОЙЦУ АКРОПОЛЯ, ЭЛЛАДА 1826—1926 («ΤΩ, ΦΑΒΙΕΡΩ, ΠΡΟΜΑΧΩ, ΤΗΣ ΑΚΡΟΠΟΛΕΩΣ Η ΕΛΛΑΣ 1826—1926»). на другой ГЕРОИЧЕСКОМУ МАЙОРУ ФРА. РОБЕРУ И ВМЕСТЕ С НИМ ПОГИБШИМ ФИЛЛЭЛЛИНАМ ЭЛЛАДА 1826—1926 («ΕΙΣ ΤΟΝ ΗΡΩΙΚΟΝ ΤΑΓΜΑΤΑΡΧΗΝ ΦΡΑΓΚ. ΡΟΒΕΡΤΟΝ ΚΑΙ ΤΟΥΣ ΜΕΤ ΑΥΤΟΥ ΘΑΝΟΝΤΑΣ ΦΙΛΕΛΛΗΝΑΣ Η ΕΛΛΑΣ 1826—1926»).